# Orchard (Colorado)
Orchard es un lugar designado por el censo ubicado en el condado de Morgan en el estado estadounidense de Colorado. En el Censo de 2010 tenía una población de 90 habitantes y una densidad poblacional de 217,18 personas por km².

## Geografía
Orchard se encuentra ubicado en las coordenadas 40°19′55″N 104°7′4″O / 40.33194, -104.11778. Según la Oficina del Censo de los Estados Unidos, Orchard tiene una superficie total de 0.41 km², de la cual 0.41 km² corresponden a tierra firme y (0%) 0 km² es agua.

## Demografía
Según el censo de 2010, había 90 personas residiendo en Orchard. La densidad de población era de 217,18 hab./km². De los 90 habitantes, Orchard estaba compuesto por el 98.89% blancos, el 0% eran afroamericanos, el 0% eran amerindios, el 0% eran asiáticos, el 0% eran isleños del Pacífico, el 1.11% eran de otras razas y el 0% pertenecían a dos o más razas. Del total de la población el 2.22% eran hispanos o latinos de cualquier raza.